# Острохохлая синица
Острохо́хлая сини́ца (лат. Baeolophus bicolor) — певчая птица из семейства синицевых.

## Описание
Острохохлая синица длиной 15 см. Верхняя часть тела серая, нижняя часть тела белая, боковые стороны коричневатые, лицо белое, маленький, острый серый хохол, чёрный и короткий, сильный клюв. 

## Распространение
Область распространения острохохлой синицы простирается с юго-востока Канады на восток США вплоть до северо-востока Мексики. Она живёт в лесах, кустарниках и, особенно если кормится зимой, в садах. Зимой вид мигрирует на север.

## Образ жизни
Острохохлая синица ищет на ветках, иногда также на земле, насекомых и гусениц, а также семена, ягоды и орехи. Это оседлая птица, образующая зимой маленькие, смешанные птичьи стаи.

## Размножение
Острохохлая синица гнездится в лиственных и смешанных лесах. Чашеобразное гнездо из волос, шерсти, листьев и травы строится в дупле дерева или скворечнике. В кладке до 8 яиц. Иногда молодые птицы прошлого года помогают в выращивании птенцов. По окончании гнездового периода гнездящаяся пара остаётся вместе для защиты своего участка.